# Kirk Hammett
Kirk Lee Hammett, född 18 november 1962 i San Francisco, Kalifornien, USA, är en amerikansk musiker, känd som gitarrist i thrash metal-bandet Metallica. Han har en irländsk far och en filippinsk mor.

## Biografi
Kirk Hammett började spela gitarr när han var 15 år gammal och gick i high school. Han växte upp under fattiga förhållanden och hade inte råd med ett gitarrfodral till sin första gitarr och bar den därför i en sopsäck. Under en tid tog han privatlektioner hos den sedermera välkände Joe Satriani.

### Exodus
1980 var Hammett med och bildade gruppen Exodus tillsammans med andregitarristen Tim Magnello, basisten Charlton Nelson samt trummisen Tom Hunting, som inledningsvis även var bandets sångare. Bandet spelade från början en NWOBHM-orienterad metal men övergick snart till den thrash metal de är kända för. Efter några medlemsbyten och med Paul Baloff på sång spelades en demo in 1982. Bandet gjorde sig snabbt kända på den växande livescenen och spelade med bland andra banden Anvil Chorus, Lääz Rockit och Vicious Rumors.

### Metallica
Hammett lämnade Exodus då han värvades till Metallica 1983, som ersättare för den tidigare gitarristen Dave Mustaine. När Mustaine hastigt tvingades lämna Metallica mitt under pågående turné flög Hammett till New York för att ansluta till bandet den 11 april och redan fem dagar senare spelade han sin första konsert med Metallica.
Idag räknas Hammett av många som en av de största metalgitarristerna, mycket tack vare virtuosa gitarrsolon som de i "One", "Master of Puppets", "Fade to Black" och "The Unforgiven". 2003 rankades han av musiktidningen Rolling Stone som nummer 11 på deras lista över de 100 främsta gitarristerna genom tiderna.

### Hammett som producent
Kirk Hammett producerade 1985 thrash metal-bandet Death Angels demo Kill As One vilket bidrog till att det bandet fick flera erbjudanden om skivkontrakt och gav ut sitt första studioalbum två år senare på Enigma.

### Utrustning
Hammett använder främst ESP-gitarrer, men också gitarrer från Gibson, Jackson och Fender. Hammetts signaturmodeller kommer från ESP och baseras på Superstrat- och Les Paul-kroppar med EMG-mickar och Floyd Rose-svajstall. Signaturmodellen "KH2 Vintage" är en exakt kopia av den custombyggda gitarr Hammett beställde från ESP och fortfarande har med sig på turnéer.

## Diskografi

### Med Exodus
1982 Demo
- 1. "Whipping Queen" - 2:59
  2. "Death and Domination" - 3:33
  3. "Warlords" - 4:24

### Metallica
Huvudartikel: Metallicas diskografi
- 1983 – Kill 'em All
- 1984 – Ride the Lightning
- 1986 – Master of Puppets
- 1987 – The $5.98 E.P.: Garage Days Re-Revisited
- 1988 – ...And Justice for All
- 1991 – Metallica ("Black album")
- 1993 – Live Shit: Binge & Purge
- 1996 – Load
- 1997 – Reload
- 1998 – Garage Inc
- 1999 – S&M
- 2003 – St. Anger
- 2008 – Death Magnetic
- 2016 – Hardwired...to Self-Destruct
- 2023 – 72 Seasons

### Death Angel
- 1985 - Kill As One (demo) (som producent)